# Blumea arfakiana
Blumea arfakiana là một loài thực vật có hoa trong họ Cúc. Loài này được Martelli mô tả khoa học đầu tiên năm 1883.